# Mietvilla Stresemannplatz 2

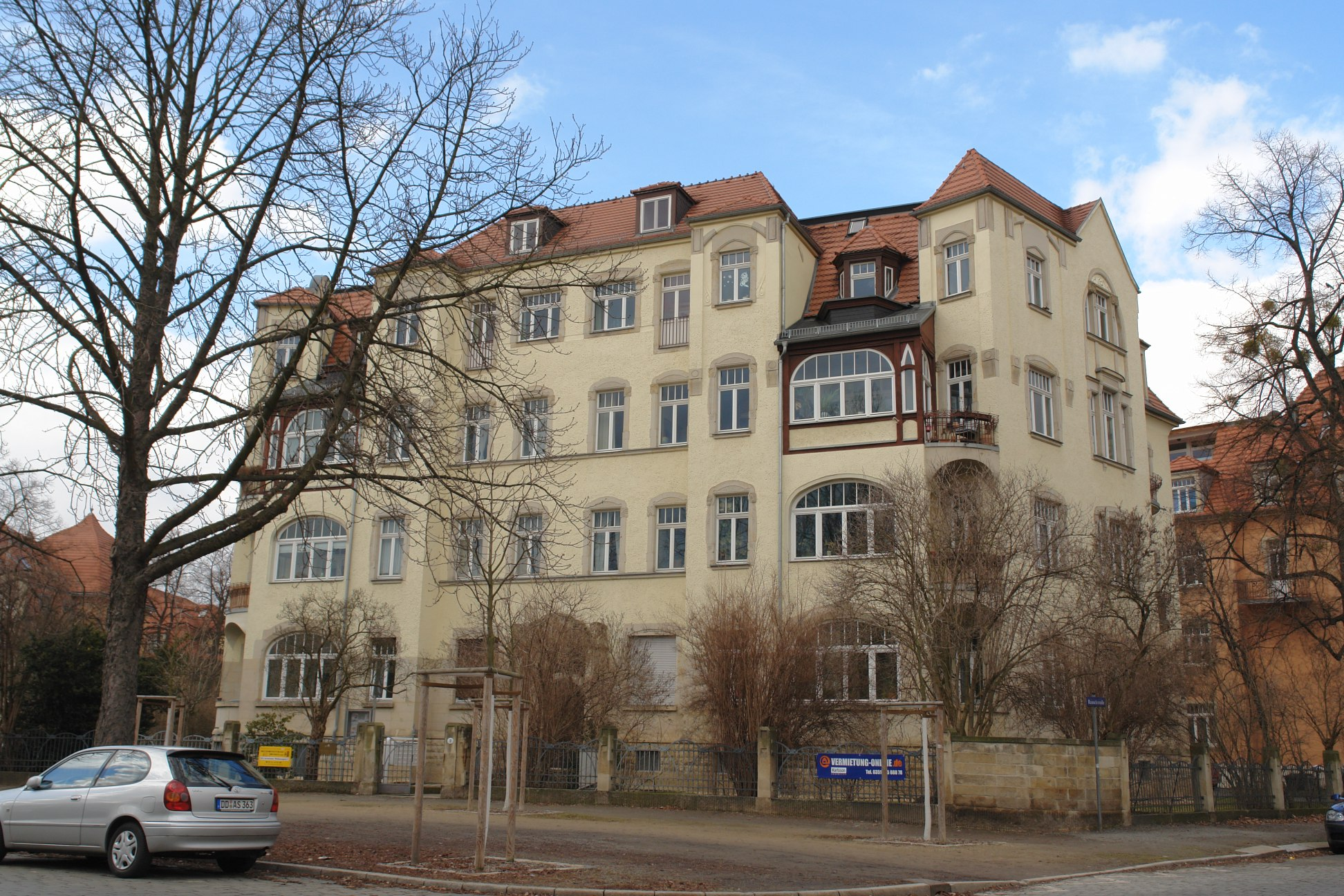
Fassade zum Stresemannplatz

Die Mietvilla Stresemannplatz 2 ist eine denkmalgeschützte Jugendstilvilla im Dresdner Stadtteil Striesen, die 1906 erbaut worden ist.

## Beschreibung

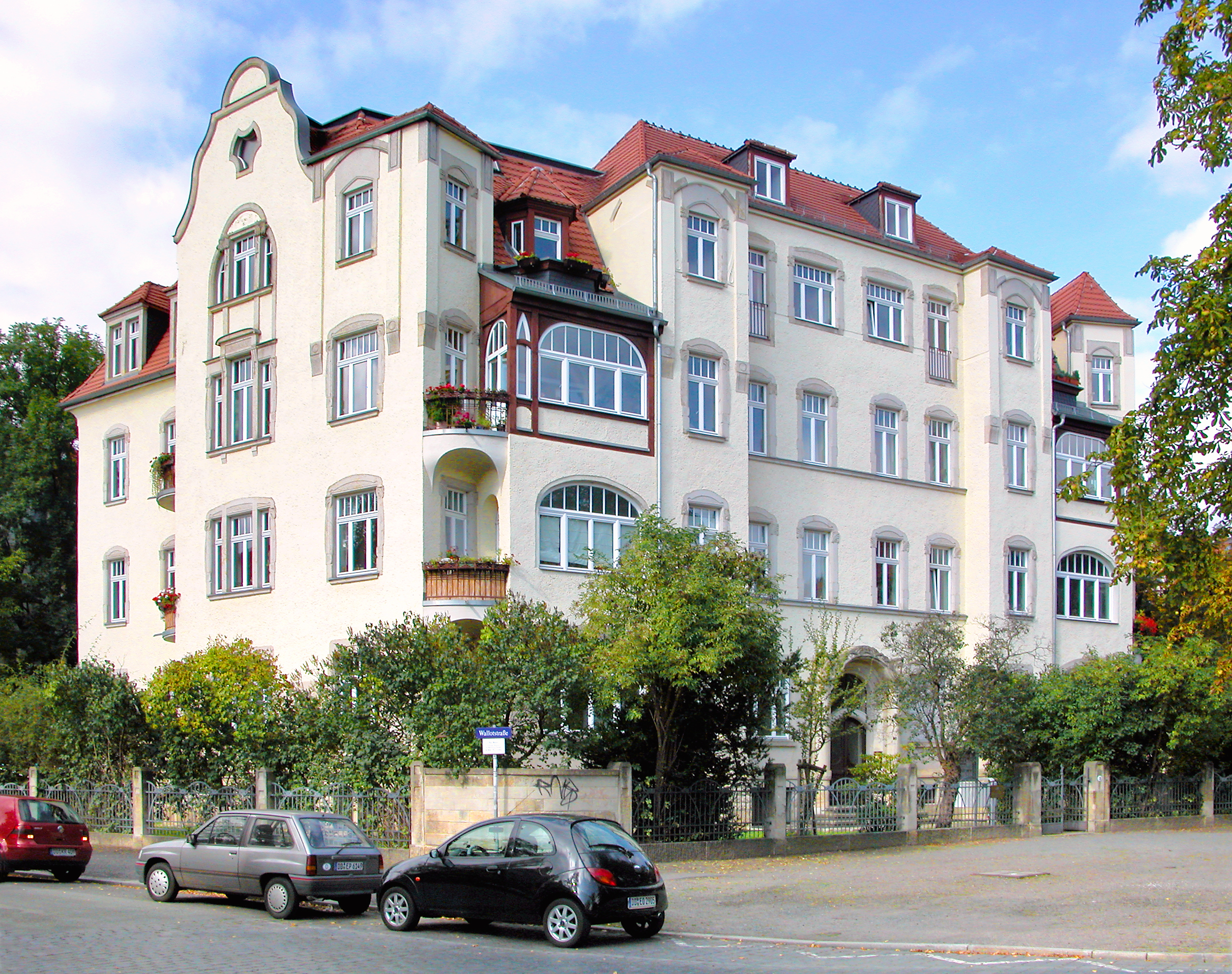
Fassade zur Wallotstraße (links)

Die viergeschossige Hauptfassade des großen, breiten, herrschaftlichen Wohnhauses befindet sich am Stresemannplatz und ist symmetrisch angeordnet worden. Die Fassaden der Seitenflügel an den einmündenden Straßen sind lediglich drei Geschosse hoch. Die Fassade ist teilweise verputzt, teilweise mit Sandstein verblendet worden. Während die Gewände der Fenster mit Formen des Jugendstils geschmückt worden sind, zeigt das Treppenhaus eine andere Stilisierung.
Die Denkmaleigenschaft wird vom Landesamt für Denkmalpflege Sachsen beschrieben: „Herrschaftlicher Wohnbau mit turmartigen Anbauten, Giebeln, Loggien und Balkons, Putz-Sandstein-Fassade durch Formen des vereinfachten späten Jugendstils belebt, markante Ecklösungen, Eingang gestalterisch hervorgehoben, charakteristisches und in seiner Gestaltung bemerkenswertes Beispiel der Architektur von 1906.“